# Transport du combustible nucléaire

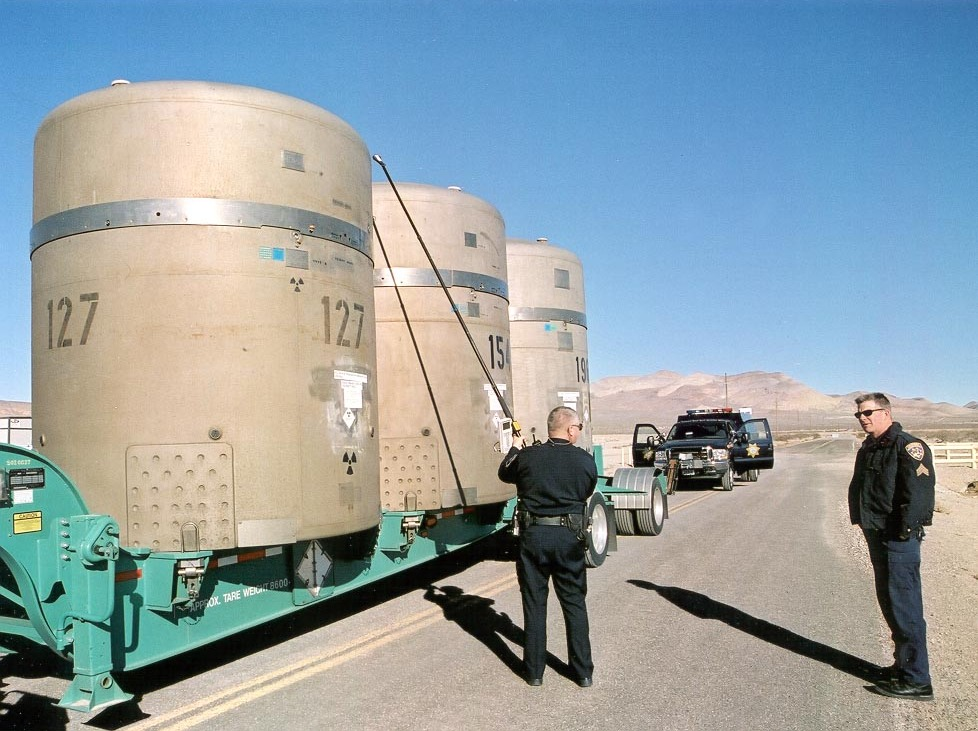
Transport de déchets radioactifs aux États-Unis.

Le transport du combustible nucléaire correspond aux opérations de transfert de matières radioactives entre les différentes installations de l'industrie nucléaire, soit schématiquement :
- de la mine d'uranium à l'usine d'enrichissement de l'uranium ;
- de l'usine d'enrichissement à la centrale nucléaire ;
- de la centrale nucléaire vers des installations de retraitement et/ou vers un centre de stockage des déchets nucléaires.

## Réglementation liée au transport
La réglementation applicable au transport de matières radioactives est définie au niveau international, contrairement à la réglementation de la sûreté des installations nucléaires qui est définie au niveau national. Pour la sûreté du transport, des règles de base ont été élaborées par l’Agence internationale de l'énergie atomique (AIEA). Ces règles sont reprises dans des règlementations, conventions... mondiales qui concernent toutes les matières dangereuses: la classe 7 pour les matières radioactives n'est qu'une classe parmi neuf. La règlementation diffère donc selon le mode de transport utilisé : terrestre (chemin de fer, route ou voie de navigation intérieure), maritime ou aérien, qui restent très généralement compatibles entre elles. Le transport routier, par exemple, est régi par la convention européenne ADR. Des Arrêtés rendent les conventions modales applicables en France. 
En France, l'Autorité de sûreté nucléaire et de radioprotection française (ASNR) est l'organisme compétent pour la sûreté du transport des matières radioactives. Le transport est sécurisé en priorité par la robustesse des emballages, mais aussi par la fiabilité des convois, par des équipements spéciaux sur les véhicules, et enfin par l’efficacité de l'intervention en cas d'accident.

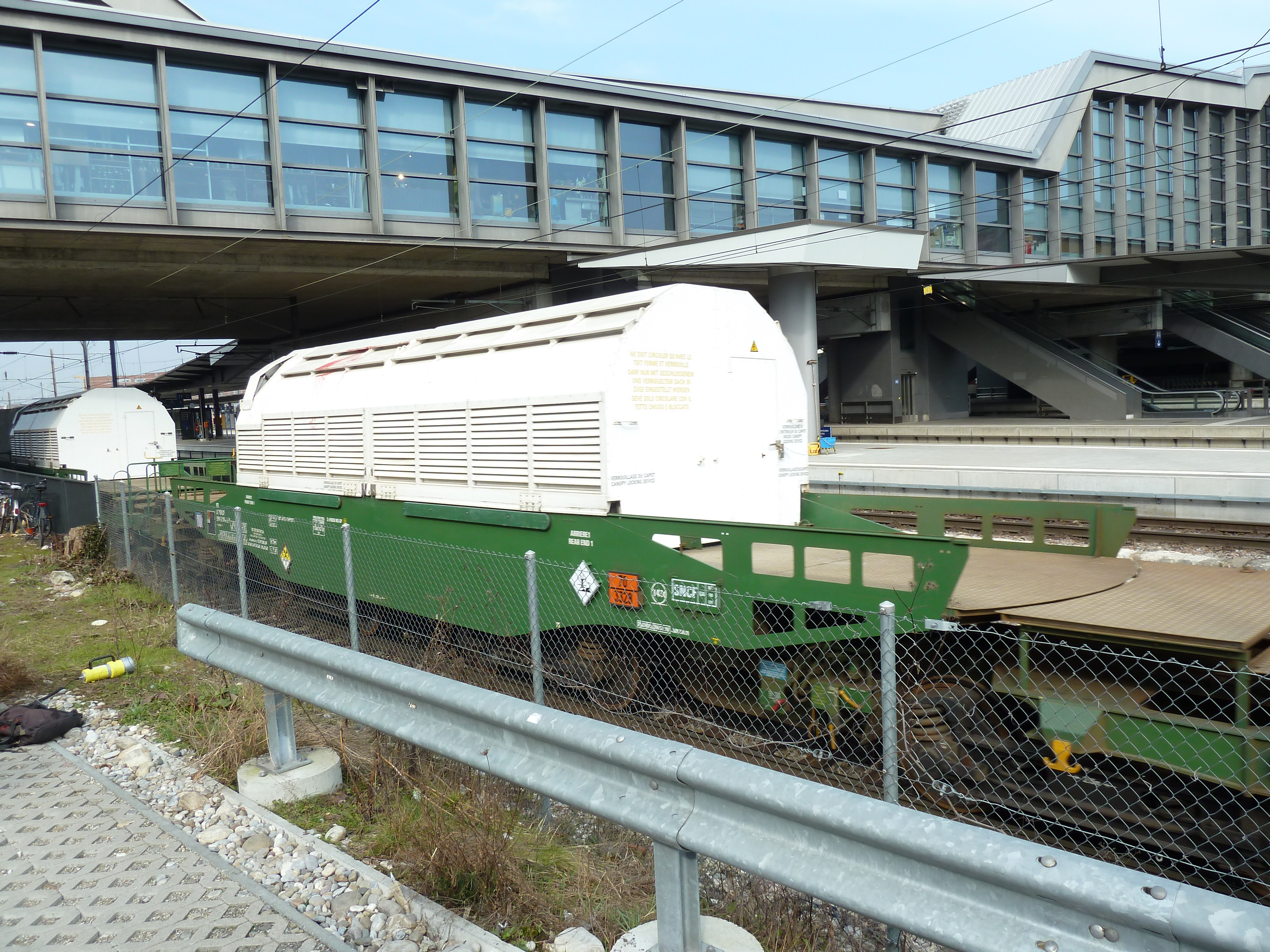
Conteneur « Castor » à la gare de Bâle en 2011.

Les emballages de transport de matières radioactives sont parfois appelés « châteaux » en France ; en Allemagne, on emploie le terme « Castor » qui est une marque commerciale allemande, dont le terme correspond à cask for storage and transport of radioactive material, soit « conteneur de stockage et de transport de matériaux radioactifs ». Ils répondent à la double contrainte des normes de radioprotection de l'AIEA : contenir la matière radioactive en cas d'accident (résistance mécanique à une chute d'une hauteur de 9 mètres, feux jusqu'à 800 °C et immersion à une profondeur de 15 mètres), et atténuer le rayonnement émis par les produits transportés (pas plus de deux millisieverts par heure (2 mSv/h) au contact de l'emballage et 0,1 mSv/h à deux mètres de la paroi).
À la réglementation de sûreté précitée s'ajoute la réglementation sur la sécurité nucléaire. Un document de l'AIEA, l'INFCIRC 225 révision 5, définit les matières nucléaires (avec des seuils de quantité) à protéger contre tout détournement, et les dispositions à prendre. Ce texte est rendu applicable par les réglementations nationales. En France, c'est le département de la sécurité nucléaire qui autorise, par délégation du ministre chargé de l’Énergie (MEEM), le transport de ces matières nucléaires[réf. nécessaire].

## Transport des matières radioactives en France

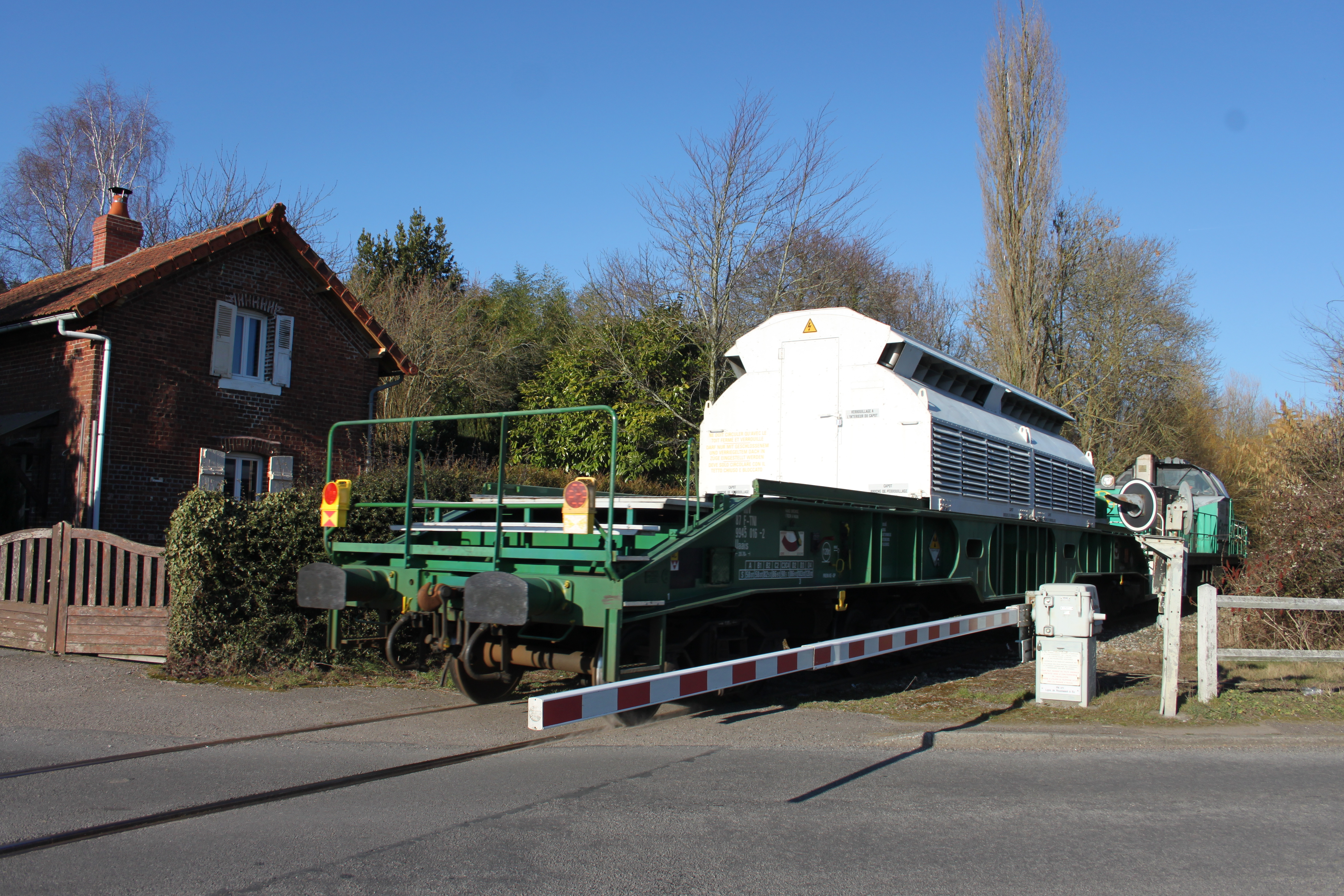
Wagon de combustible nucléaire pour la centrale de Penly.

En France, environ 900 000 colis de matières radioactives sont transportés tous les ans dont 85 % ne concernent pas le cycle du combustible nucléaire : ce sont des matières à usage médical, pharmaceutique ou industriel. L'institut de Radioprotection et de Sûreté Nucléaire (IRSN) donne des chiffres voisins. 
Le combustible nucléaire concerne environ 640 transports par an (300 pour le combustible neuf, 250 pour le combustible irradié, 30 pour le combustible MOX et 60 pour la poudre d'oxyde de plutonium).
En 2005, sur l'ensemble des transports de matières radioactives (300 000 colis), l'ASN dénombre 48 incidents classés au niveau 0 (41 événements) ou au niveau 1 (7 événements) de l'échelle INES. Ces incidents concernent essentiellement les transports des sources à usage médical.
En 2005, deux transports liés au cycle du combustible nucléaire ont fait l'objet d'un avis d'émission de l'ASN pour un incident classé au niveau 1 de l'échelle INES,. Ces incidents n'ont eu aucun impact sur le personnel, le public ou l'environnement.
En 2006, un seul événement ayant fait l'objet d'un avis de l'ASN concerne un transport de combustible nucléaire. Il s'agit d'un déraillement partiel à très faible vitesse d'un wagon portant un emballage contenant du combustible irradié. Le colis de combustible n'a subi aucun mouvement particulier. L'intervention d'une équipe de la SNCF sous le contrôle d'une équipe de l'ASN a permis de remédier à la situation le lendemain du déraillement. Au cours du dépannage, « le cheminot le plus exposé a reçu une dose de rayonnement inférieure à 1 % de la dose moyenne reçue annuellement par chaque Français ».
Avant 1999, l'échelle INES n'était pas appliquée pour les transports de matières radioactives. Les événements les plus marquants sont :
- août 1984 / Mer du Nord : naufrage du cargo Montlouis transportant des conteneurs d'hexafluorure d'uranium près des côtes belges. Tous les conteneurs ont été récupérés. Des défauts d'étanchéité ont été détectés sur quelques conteneurs, entraînant la dilution dans la mer de quelques kilogrammes d'hexafluorure d'uranium ;
- juin 1987 / Lailly-en-Val : accident d'un camion transportant un colis contenant des combustibles irradiés. La remorque a été déportée dans le fossé ; le colis a basculé et s'est enlisé partiellement dans le sol très meuble du bas-côté. Le colis a été récupéré après une trentaine d'heures. La chute n'a pas affecté l'étanchéité du colis et n'a pas occasionné de dommages ;
- novembre 1991 / Port de Cherbourg : rupture d'un engin de levage et chute d'un colis contenant des combustibles irradiés sur un navire à quai. Seuls des dommages superficiels ont été détectés sans conséquence radiologique ;
- mars 1996 / Port du Havre : décrochage d'un colis d'hexafluorure d'uranium suspendu à un engin de levage, et chute du colis sur un autre colis encore dans la cale du navire à quai. Les colis ont subi quelques déformations sans conséquence sur le confinement de la matière. Leur acheminement a pu se poursuivre après expertise de l'IRSN ;
- février 1997 / Gare d'Apach (frontière franco-allemande) : déraillement d'un convoi de trois wagons transportant des colis de combustibles irradiés en provenance d'Allemagne. Seuls la voie et les essieux et tampons d'un wagon ont été endommagés ;
- printemps 1998 / Valognes (Manche) : de nombreux cas de contamination supérieure aux normes ont été mis en évidence sur des emballages et des wagons de transport de combustibles irradiés provenant de centrales nucléaires et destinés à l'usine de retraitement de la Hague. Les doses, dues à la contamination pour les travailleurs et la population, sont restées inférieures à 1 mSv, même pour des scénarios très pessimistes d'exposition. Néanmoins, des méthodes plus rigoureuses de décontamination et de contrôle ont été mises en œuvre dans les centrales nucléaires, pour éviter de tels dépassements des normes de contamination.

## Opposition aux transports de matières nucléaires
Les transports de combustible nucléaire sont vivement critiqués par des associations antinucléaires. 
En Allemagne, des organismes antinucléaires ont organisé plusieurs manifestations d'opposition aux trains de déchets nucléaires vers le site d'enfouissement de Gorleben sous le slogan  « stop castors » (les castors étant les conteneurs transportant les déchets nucléaires).  Il remplace le site de la mine d'Asse, ancienne mine de sel qui pose actuellement des problèmes de fuites. Selon Yves Marignac et Xavier Coeytaux du cabinet Wise-Paris, le transport de plutonium aux États-Unis susciterait des problèmes de sûreté et de sécurité.

### 2004: Mort de Sébastien Briat
Originaire de Louppy-sur-Chée aux environs de Bar-le-Duc, Sébastien Briat était un militant antinucléaire, membre de la Confédération nationale du travail (anarcho-syndicaliste),,.
Le 7 novembre 2004, il meurt, à l'âge de 22 ans, à Avricourt (Moselle) après avoir été percuté et écrasé par un train « Castor » acheminant douze containers de déchets nucléaires de La Hague, en France, jusqu’à Gorleben (Basse-Saxe), en Allemagne du Nord,,,.
Selon le New York Times, Sébastien Briat est surpris par le train alors qu'il se préparait à s’enchaîner aux rails. Au moins 4 500 personnes participent aux manifestations contre ce convoi. Le conducteur du train freine dès qu'il aperçoit Sébastien Briat et une dizaine de manifestants, mais il n'arrive pas à stopper le train à temps.

### 2006 à nos jours
- Le 14 novembre 2006, un train de déchets est stoppé durant deux heures près de Serqueux par des militants dieppois[22].

- Le 12 septembre 2013, des antinucléaires bloquent un camion transportant du tétrafluorure d'uranium à la sortie de l'usine Comurhex de Malvési à Narbonne[23].

- en avril 2017, un train d'uranium est bloqué à la sortie de l'usine de Malvési[24].

- Le 1er septembre 2018, un train d'uranium est bloqué par des antinucléaires en Allemagne [25].